# 河口駅 (大連市)
河口駅（かこう-えき）は、中華人民共和国遼寧省大連市甘井子区に位置する大連地下鉄1号線、12号線および大連有軌電車の駅である。

## 駅構造
- 島式ホーム2面4線の地下駅。1号線と12号線の対面乗り換えが可能な構造である。

## 駅周辺
- 大連ソフトウェアパーク騰飛園区
- 瑞豊園
- 山海一家

## 歴史
- 2017年6月7日 - 開業[1]。

## 隣の駅
大連公交客運集団有限公司
■大連地下鉄1号線
河口駅 - 七賢嶺駅
■大連地下鉄12号線
河口駅 - 蔡大嶺駅
大連有軌電車202路
七賢嶺駅 - 河口駅 - 小平島前